# (6328) 1991 NL1
(6328) 1991 NL1 es un asteroide perteneciente al cinturón de asteroides, región del sistema solar que se encuentra entre las órbitas de Marte y Júpiter, descubierto el 12 de julio de 1991 por Henry E. Holt desde el Observatorio del Monte Palomar, Estados Unidos.

## Designación y nombre
Designado provisionalmente como 1991 NL1. 

## Características orbitales
1991 NL1 está situado a una distancia media del Sol de 3,165 ua, pudiendo alejarse hasta 3,466 ua y acercarse hasta 2,863 ua. Su excentricidad es 0,095 y la inclinación orbital 2,159 grados. Emplea 2056,66 días en completar una órbita alrededor del Sol.

## Características físicas
La magnitud absoluta de 1991 NL1 es 12,5. Tiene 15,501 km de diámetro y su albedo se estima en 0,128. 